# José López Domínguez
José López Domínguez   (Marbella, 29 de novembre de 1829 - Madrid, 17 d'octubre de 1911) fou un militar i polític espanyol. Va ocupar la presidència del govern des del 6 de juliol de 1906 al 30 de novembre de 1906.
Com a tinent d'artilleria va prendre part en el pronunciament de Leopoldo O'Donnell en 1854. Va pertànyer a la comissió militar espanyola que va acudir a la guerra de Crimea i va participar en una missió a Itàlia durant la guerra amb Àustria de 1859. Va lluitar en la guerra d'Àfrica, contra el sultà del Marroc, entre 1859 i 1860, aconseguint el grau de coronel.
Afiliat al partit moderat de la Unió Liberal, va ser elegit diputat a Corts en diverses legislatures. Parent del general Serrano, va participar amb ell a la Revolució Gloriosa de setembre de 1868. El va acompanyar a la batalla d'Alcolea, en què els lleialistes de Pavia van ser derrotats i gràcies a la qual va ascendir al generalat.
Va ser diputat a les Corts Constituents de 1869. Constituït el govern provisional amb Serrano com regent i Prim com a president del govern, va ser nomenat sotssecretari de la Presidència, i després secretari de la Regència.
El 1871 va ascendir a mariscal de camp i Amadeu I el va nomenar el seu ajudant militar. Elegit cap de l'exèrcit del Nord, va lluitar contra els carlins el 1873. Aquest mateix any Emilio Castelar el va cridar perquè assetgés Cartagena, revoltada pels cantonalistes. Un cop rendit el cantó per les dissensions internes dels seus caps va tornar al nord i va alliberar Bilbao, assetjat pels carlins.
El 1874, després del cop d'estat de Pavía, i sent de nou Serrano cap del poder executiu, va ser capità general de Catalunya. Amb la Restauració borbònica va entrar al Partit Liberal Fusionista de Sagasta, separant-se d'ell quan Serrano va fundar Izquierda Dinástica. Va ocupar la cartera del Ministeri de la Guerra el 1883 amb Posada Herrera.
El 1888 va iniciar una nova aproximació a Sagasta, i fou nomenat de nou ministre de la Guerra amb ell de 1892 a 1895. L'anomenada guerra de Melilla li va beneficiar amb un ascens a capità general. Membre del Senat per Màlaga, el qual arribà a presidir.
El juliol de 1906 va ser finalment nomenat president del govern en un gabinet apadrinat per Canalejas i els sectors més esquerrans dels liberals. Al començament del seu mandat es va ocupar inicialment de la cartera del Ministeri de la Guerra. Combatut durament per membres del seu propi partit, quan tot just feia quatre mesos en l'exercici del càrrec, va ser apartat per una maniobra poc honesta de Segismundo Moret.
Després de la dimissió va viure apartat de la política, morint a Madrid el 17 d'octubre de 1911.